# Lykkehjulet
Lykkehjulet er et gameshow bygget over det amerikanske Wheel of Fortune. Programmet blev sendt på TV 2 fra 1988 til 2001 og igen fra 2018 med en 30 års jubilæumsspecial. Programmet fik fast sendeplads på TV2/Charlie fra januar 2020.
Titelmelodien var komponeret af Jesper Ranum og Klaus Kjellerup.
Programmet skabte dansk tv-historie som et af de første store gameshow på dansk tv efter amerikansk forbillede og et af de første store tv-koncepter, der blev købt og importeret til landet.
Første vært på programmet var Michael Meyerheim (1988). Senere overtog Bengt Burg (1989-2000) afbrudt af en kort periode med Keld Heick (1996-97). Sæson 2001, blev styret af Lars Herlow. Til at hjælpe med at vende bogstavkasserne var der forskellige medværter, kendt under navnet Kategorina: Carina Jensen (1989-94), Elona Sjøgren og Maria Hirse (1995-2001).
Scenograf var arkitekt Ole Koefoed.
Lykkehjulets speaker var først Ole Jacobsen. Senere fulgte Henrik Hannibal og Dennis Johannesson.
I efteråret 2018 vendte programmet tilbage på TV 2 for at markere stationens 30 års jubilæum. Værten er Mikkel Kryger Rasmussen først kortvarigt med Stephania Potalivo som medvært. 
Hun blev afløst af Kanya Natasja Rørbech. Lykkehjulet produceres af produktionsselskabet STV Production.

## De fem bogstavvendere[3]
1. Carina Jensen (1988 - 1994)[4] med tilnavnet Kategorina, som er en samtrækning af "kategori" og "Carina"
2. Elona Sjøgren
3. Maria Hirse[5] (1995 - 2001)[6]
4. Stephania Potalivo (Lykkehjulets jubilæumsshow i 2018)[7]
5. Kanya Natasja Rørbech (2020 - )[8]

## Deltagere
Der har været mange forskellige deltagere igennem lykkehjulet. Mange fra den danske befolkning, men også folk der sidenhen blev kendte i det offentlige rum samt andre kendte offentlige personer i forskellige special show
Disse personer omfatter bl.a.:
- Paul Becker som senere blev speaker på tv2
- Eva Kjær Hansen, folketingspolitiker
- Tommy Kenter i hans rolle som Fru. kristensen
- Desuden blev de tidligere værter fra Lykkehjulet deltagere i et jubilæumshow hvor Hans Pilgaard overtog runden for en omgang